# 耶尔费拉市镇
耶尔费拉市镇（瑞典語：Järfälla kommun）是瑞典中东部斯德哥尔摩省的一个市镇，被视作斯德哥尔摩的郊区。雅各布斯贝里是它的治所。